# Chambre 12, Hôtel de Suède
Chambre 12, Hôtel de Suède est un film documentaire français de Claude Ventura et Xavier Villetard, diffusé sur la chaîne Arte en 1993.

## Synopsis
Ce documentaire est une enquête menée par Claude Ventura et Xavier Villetard sur les conditions de tournage du film À bout de souffle de Jean-Luc Godard. 
Les auteurs évoquent parallèlement ce mouvement cinématographique inventif et vivifiant qu'a été la Nouvelle Vague.
Xavier Villetard, filmé par Claude Ventura, se rend dans la chambre no 12 de l'hôtel où Godard a notamment filmé le long tête-à-tête entre Jean-Paul Belmondo et Jean Seberg. 
On le voit brièvement appeler deux fois Godard au téléphone, mais celui-ci refuse de lui raconter quoi que ce soit du tournage de son film. 
Villetard poursuit ses investigations en interviewant quelques-uns de ceux qui ont participé au tournage d'À bout de souffle, entre autres : les acteurs Jean-Paul Belmondo, Roger Hanin et Liliane David, le réalisateur Claude Chabrol, le directeur de la photographie Raoul Coutard. On découvre ainsi que la cadence de tournage était très irrégulière : Godard pouvait tourner seulement quelques heures certains jours et durant plus de huit heures d'autres jours. Il écrivait son scénario quotidiennement, le matin au petit-déjeuner. 
On apprend que François Truffaut et Claude Chabrol, déjà reconnus comme réalisateurs par la profession à la fin des années 1950, ont surtout apporté leur caution à À bout de souffle, le premier crédité comme auteur de l'histoire originale et le second comme conseiller technique, afin d'attirer et de rassurer les producteurs qui auraient pu être réticents pour financer le premier long métrage d'un jeune débutant.

## Fiche technique
- Titre original : Chambre 12, Hôtel de Suède
- Un film de Claude Ventura et Xavier Villetard
- Réalisation : Claude Ventura
- Texte voix off : Xavier Villetard
- Année de tournage : 1992
- Production : La Sept-Arte
- Distribution : StudioCanal
- Format : noir et blanc et couleur — 35 mm — monophonique
- Durée : 78 minutes
- Date de diffusion :  27 mai 1993 sur Arte (soirée Théma : Nouvelle Vague, année zéro)

## Distribution
Dans l'ordre alphabétique
- Richard Balducci : lui-même
- Jean-Paul Belmondo : lui-même
- José Bénazéraf : lui-même
- Claude Chabrol : lui-même
- Raoul Coutard : lui-même
- Cécile Decugis : elle-même
- Liliane David : elle-même
- Roger Hanin : lui-même
- Henri-Jacques Huet : lui-même
- François Moreuil : lui-même
- Pierre Rissient : lui-même
- Xavier Villetard : lui-même